# سیم‌سیتی (مجموعه بازی)
سیم‌سیتی (به انگلیسی: SimCity) یک سری بازی رایانه‌ای است که برای اولین بار توسط ویل رایت طراحی شدند. این بازی‌ها توسط شرکت ماکسیس که هم‌اکنون بخشی از الکترونیک آرتز است منتشر می‌شدند. این بازی اولین بار در تاریخ ۱۹۸۹ عرضه شد.
این بازی‌ها شامل بازی‌های زیر بوده است:
1. سیم‌سیتی
2. سیم‌سیتی: کارت بازی
3. سیم‌سیتی ۳۰۰۰
4. سیم‌سیتی ۶۴
5. سیم‌سیتی ۴: ساعت حمله
6. سیم‌سیتی دی‌اس
7. سیم‌سیتی سوسایتیز
8. سیم‌سیتی سوسایتیز: مقصد
9. سیم‌سیتی دی‌اس ۲
10. سیم‌سیتی کریتور